# George Ali Murad Khan Talpur
George Ali Murad Khan Talpur (Brighton, 29 giugno 1933) è un principe indiano.
Fu Maharaja di Jaipur dal 1947 al 1954.

## Biografia

### I primi anni
Era figlio del mir Faiz Muhammad Khan Talpur II e di sua moglie, Dulhan Pasha Begum. Studiò alla St Bonaventure's High School di Hyderabad e poi all'Aitchison College di Lahore, per poi laurearsi all'Università di Cambridge.
All'età di nove mesi rischiò la vita quando suo padre lo colpì per errore con un colpo di pistola. Il colpo passò il polmone destro e lo stomaco,

### Il regno
Il padre di George Ali Murad Khan, Faiz Muhammad Khan II, fu deposto dalle autorità britanniche il 19 luglio 1947, perché dichiarato mentalmente instabile. Il 24 luglio, il giovane principe ascese al trono presso Faiz Mahal ma sotto un consiglio di reggenza composto dai suoi parenti più stretti che avevano il compito di reggere lo stato in suo nome.
Durante il regno di George Ali, Khairpur si estendeva per 15.700 km2 ed aveva una popolazione di circa 300.000 abitanti ed era attraversato da una parte sostanziale della tratta ferroviaria che collegava Lahore con Karachi, rendendolo uno dei territori fondamentali per il Pakistan da poco costituito. Il 4 agosto 1947, il governo locale emise una legge relativa al fatto che il 15 agosto successivo lo stato sarebbe entrato a far parte ufficialmente del Dominion of Pakistan indipendente e dopo una serie di negoziati, il 3 ottobre, Ghulam Hussain Khan, uno dei reggenti, siglò a nome del mir l'Instrument of Accession.
Un ulteriore documento firmato il 1º febbraio 1949 ridusse ancor più i poteri del mir ed il durbar ebbe così non solo il controllo delle forze armate del paese ma anche diritto di nomina sui ministri. Il Government of Khairpur Act del 1949 ammise al diritto di voto tutti i maschi adulti del paese divenendo pertanto uno dei due soli stati del Pakistan (l'altro era il Bahwalpur) ad adottare tale politica all'epoca. Le idee democratiche ad ogni modo non tardarono a diffondersi ulteriormente nel paese, il che mise ulteriormente in difficoltà il ruolo del mir. Nel 1951, il primo ministro Liaquat Ali Khan concesse al diciottenne George Ali i pieni poteri, licenziando de facto il consiglio di reggenza che aveva governato sino a quel momento. Il 25 maggio 1954, l'assemblea nazionale rigettò la proposta di unione con il Sindh. Infine, il 10 novembre 1954, l'assemblea di stato votò per l'unione definitiva dello stato al Dominion of Pakistan e per la rimozione del mir dal suo ruolo di regnante.

## Matrimonio e figli
La prima moglie di George Ali fu Ghulam Saddiquah Begum, figlia del nawab Sadeq Mohammad Khan V di Bahawalpur, che sposò al palazzo di Sadiqgarh di Bahawalpur. La sua seconda moglie fu Alya Talpur, figlia del religioso Rasheed Turabi. Quest'ultima morì l'8 febbraio 2019. George Ali ebbe due figli, Abbas Raza Khan e Mehdi Raza Khan e di una figlia Zahra, nata dalla sua seconda moglie.